# Bondstorps distrikt
Bondstorps distrikt är ett distrikt i Vaggeryds kommun och Jönköpings län. 
Distriktet ligger nordväst om Vaggeryd. 

## Tidigare administrativ tillhörighet
Distriktet inrättades 2016 och utgörs av en del av området som till 1971 utgjorde Vaggeryds köping, delen som före 1952 utgjorde Bondstorps socken.
Området motsvarar den omfattning Bondstorps församling hade vid årsskiftet 1999/2000.